# Urtak
Urtak o probablement en elamita Urtagu va ser rei d'Elam de l'any 675 aC al 664 aC. Va succeir al seu germà Humbanhaltaix II, que havia mort sobtadament.
A l'inici del seu regnat va signar un tractat amb el rei d'Assíria Assarhaddon, que establia que els elamites tornessin algunes imatges de culte que havien arrabassat en incursions anteriors, i garantia bones relacions entre els dos països. Al cap d'uns anys hi va haver una gran fam a Elam degut a una llarga sequera, i Assurbanipal, rei d'Assíria, que esperava mantenir la cordialitat entre els dos països, va enviar gra en abundància i va permetre que algunes tribus frontereres es refugiessin al seu territori fins que va acabar la calamitat.
Des de l'any 668 aC era príncep de Susa Temti-Humban-Inxuxinak, que els assiris anomenaven Teumman. Era ambiciós i s'oposava a tota aproximació a Assíria. Va persuadir al seu oncle Urtak que donés suport a una rebel·lió que havia esclatat a Nippur i a Gambulu contra Assurbanipal. Urtak va cedir, i aprofitant les dificultats que els assiris tenien amb Egipte l'any 665 aC, va ajudar els insurrectes. Assurbanipal, que no s'esperava l'atac, no va saber respondre amb rapidesa, i l'exèrcit que va enviar no va aconseguir cap avantatge. Però el 664 aC es van girar les coses. El príncep sublevat de Gambulu, el governador de Nippur i el mateix Urtak van morir de forma violenta o inesperada. Urtak va morir en la batalla on les forces assíries van resultar vencedores.